# Гринемайер, Анна Генриховна
Анна Генриховна Гринемайер — советский хозяйственный, государственный и политический деятель.

## Биография
Родилась в 1907 году в немецкой семье в Саратовской губернии.
С 1925 года — на хозяйственной, общественной и политической работе. В 1925—1944 гг. — учитель, организатор яслей-сада в селе Фриденгейм Зельманского кантона, студентка математического факультета Немецкого педагогического института, учитель, организатор курсов повышения квалификации учителей, член секции народного образования при сельском Совете, организатор антирелигиозной пропаганды в селе Экгейм.
Делегат X чрезвычайного съезда Советов АССР Немцев Поволжья. Избиралась депутатом Верховного Совета СССР 1-го созыва.